# Бідар-Кадин
Бідар-Кадин (осман. بیدار قادین, кабард. Талъостэн Бидэр
; перською мовою означає «уважна, освічена»; 5 травня 1855 — 13 січня 1918) — четверта дружина султана Османської імперії Абдул-Гаміда II.

## Раннє життя
Бідар Кадин мала кабардинське черкеське походження. Народилася 5 травня 1855 року в Кобулеті. Вона була дочкою принца Ібрагіма Талустан-бея та його дружини, грузинської принцеси Шахіки Іффет Лорткіпанідзе, і мала двох братів на ім'я Черкес Гусейн-паша та Черкес Мехмед Зія-паша, які несли службу в султанському палаці. Її мати належала до грузинського шляхетського роду Лорткіпанідзе. По материнській лінії вона також була пов'язана з принцом Хусейн-беєм Іналіпою.

## Шлюб
Бідар вийшла заміж за тодішнього принца Абдул-Гаміда 2 вересня 1875 року. Він був зачарований її красою та сміливою особистістю. Наприкінці 1875 або на початку 1876 року вона завагітніла першою дитиною. Після вступу Абдул-Гаміда на престол 31 серпня 1876 року внаслідок повалення його старшого брата султана Мурада V їй було присвоєно титул «четверта кадин».
Бідар, яка на той момент була вагітна, народила свою першу дитину, дочку, через п'ять днів, 4 вересня 1876 року. Дитину назвали Фатма Найме-Султан, яку Абдул Гамід назвав «моєю донькою на престол». Після того, як 7 квітня 1877 року Абдул-Гамід переїхав в палац Їлдиз, Бідар та інші члени імператорської родини оселилися там само. Тут 16 січня 1878 року вона народила свою другу дитину, сина на ім'я Шехзаде Мехмед Абдулкадир. У 1879 році вона була підвищена до «третьої кадин».
Бідар описувалася як найкрасивіша та найчарівніша з дружин Абдул-Гаміда II. Вона була висока й струнка, з довгим каштановим волоссям і яскраво-зеленими очима. Її краса була відома і в Європі.
30 вересня 1889 року в гаремі палацу Їлдиз вона зустрілася з німецькою імператрицею Августою Вікторією, коли та відвідала Стамбул зі своїм чоловіком імператором Вільгельмом II. З цього приводу графиня Матильда фон Келлер, фрейліна імператриці, описала її так: «…султана мала гарне обличчя, але цього дня виглядала надзвичайно жалюгідною. Я не можу забути її вираз обличчя». У 1895 році її було піднесено до «другого рівня кадин». У жовтні 1898 року вона знову зустрілася з імператрицею Августою Вікторією у великому салоні Імператорської ложі палацу Їлдиз, коли та вдруге відвідала Стамбул зі своїм чоловіком. Тоді сама імператриця попросила побачити Бідар і помітила красу Бідар та її білу сукню, і слава Бідар у Європі зросла.
27 квітня 1909 року Абдул-Гамід був скинутий і відправлений у вигнання до Салонік. Бідар пішла за своїм чоловіком разом зі своїм братом Мехмедом Зія-пашою. Після того, як в 1912 році Салоніки відійшли до Греції, Абдул-Гамід повернувся до Стамбула й оселився в палаці Бейлербей, де й помер у 1918 році. Бідар оселилася в маєтку Фенербахче, а потім у палаці Еренкьой.

## Смерть
Бідар-Кадин померла 13 січня 1918 року у віці шістдесяти трьох років у палаці Еренкьой від хвороби, пов'язаної із запаленням кишки, через десять місяців після смерті султана Абдул-Гаміда. Її поховали в мавзолеї Шехзаде Ахмеда Кемаледдіна на кладовищі Ях'я Ефенді в Стамбулі. Через кілька місяців імператриця Зіта Бурбон-Пармська, відвідавши Стамбул, попросила султана Мехмеда V побачити знамениту Бідар, але вона вже була мертва.

## Діти
| Ім'я                      | Народження     | Смерть          | Примітки                                                 |
| ------------------------- | -------------- | --------------- | -------------------------------------------------------- |
| Фатма Найме-Султан        | 5 вересня 1876 | прибл. 1945     | був двічі одружений, мав сина і дочку                    |
| Шехзаде Мехмед Абдулкадір | 16 січня 1878  | 16 березня 1944 | був одружений сім разів і мав п'ятьох синів і двох дочок |

## У масовій культурі
У серіалі Payitaht: Abdülhamid 2017 року Бідар Кадин грає турецька актриса Озлем Конкер.